# Nikki Cox
Pour les articles homonymes, voir Cox.
Nicole Avery Cox, plus connue sous le nom de Nikki Cox, née le 2 juin 1978 à Los Angeles, (Californie, États-Unis), est une actrice et danseuse américaine.
Elle est célèbre pour ses rôles de Marie Connell dans la série Las Vegas et de Nikki White dans Nikki.

## Biographie

### Enfance
Nikki Cox est née le 2 juin 1978 à Los Angeles, en Californie. Sa mère est Meredith Avery Cox et son père est Terry Kay Cox. Elle a aussi un petit frère, Matthew Cox, qui est aussi acteur.

### Carrière
À l'âge de 10 ans, Nikki Cox se fait remarquer par un important agent de danseurs alors qu'elle prenait des cours de danse, et cela l'amène à faire ses débuts professionnels en tant que danseuse dans la comédie familiale Mac et moi, mais aussi le film musical sur l'univers de Michael Jackson Moonwalker et divers autres films, clips musicaux, et ballets. Très vite la jeune Nikki obtient ses premiers rôles parlants en tant que figurante ou second rôle dans de nombreuses séries TV et films comme Terminator 2 : Le Jugement dernier, Incorrigible Cory, Une Nounou d'Enfer, ou encore Alerte à Malibu.
À l'âge de 15 ans, elle obtient un rôle régulier dans le soap Hôpital central. Elle y restera 2 ans avant d'être choisie pour l'un des rôles principaux de la série Unhappily Ever After où elle incarnera la sexy et déjantée Tiffany Malloy pendant les 5 saisons de la série. A noter que son frère aîné, Matthew Cox, fera une apparition dans 3 épisodes de la série.
En 2000, l'actrice devient l'héroïne de Nikki où elle danse jusqu'à l'annulation de la programmation de la série en milieu de deuxième saison. Parallèlement à la série, elle obtient un rôle dans La famille Foldingue aux côtés d'Eddie Murphy et Janet Jackson puis joue dans le film indépendant Run Ronnie run.
C'est en 2003 qu'elle décroche le rôle de la gentille Mary Connell dans la série Las Vegas aux côtés de James Caan et Josh Duhamel. Nikki Cox quitte la série après 4 saisons et obtient des petits rôles dans quelques séries dont Ghost Whisperer. Elle se retire du petit et grand écran en 2011, à la naissance de son premier enfant..

## Vie privée
Nikki Cox est d'abord sortie avec Kevin Connolly, qui jouait son frère dans Unhappily Ever After. Elle s'est ensuite fiancée à un autre de ses partenaires de la série, Bobcat Goldthwait en 1997.  
Le 26 décembre 2006, elle se marie à l'acteur Jay Mohr rencontré sur le tournage de Las Vegas. Elle fera d'ailleurs, deux ans plus tard, une apparition dans la série Ghost Whisperer où Jay a un rôle régulier. Le 5 mai 2011, Nikki donne naissance à leur premier enfant, prénommé Meredith Daniel Mohr. Le couple divorce en 2018, après deux demandes de divorces par Jay Mohr suivies de tentatives de réconciliations.

## Filmographie

### Films
- 1988 : Mac et moi : danseuse
- 1988 : Moonwalker : danseuse
- 1991 : Terminator 2 : Le Jugement dernier : Une enfant interrogée par le T-1000
- 1993 : Sister Act 2 : élève du pensionnat
- 1996 : L'Ombre blanche (The Glimmer Man) : Millie
- 2000 : La Famille foldingue : fille intelligente
- 2002 : Run Ronnie Run (en) de Troy Miller : Kayla
- 2009 : Lonely Street : Bambi

### Télévision
- 1989 : Star Trek : La Nouvelle Génération : Sarjenka (1 épisode)
- 1991 - 1994  : Alerte à Malibu : Charlene 'Charlie' Reed/Dupree (2 épisodes)
- 1993 : Une nounou d'enfer saison 1 épisode 3 ´la métamorphose d'un soir' Cindy wentworth
- 1994 : Génération musique (épisodes 3.04 et 3.06) : Allison
- 1996 : L'Innocence perdue : Kelly Salter
- 2000 : Les Aventures de Buzz l'Éclair : Petra (voix) (1 épisode)
- 2000 - 2002 : Nikki : Nikki White
- 2003 - 2007 : Las Vegas :  Mary Connell
- 2006 : The Jake Effect : Liza Wheeler (7 épisodes)
- 2008 : Histoires de pères : (Ghost Whisperer)  : Nina Haley
- 2009 : Spectacular Spider-Man : Silver Sable (voix) (2 épisodes)
- 2011 : Un mariage en cadeau  : Cheri